# Ilse Kunert
Ilse Kunert (geborene Kamm, * 12. März 1923 in Bydgoszcz; † 22. Mai 2016 in München) war eine deutsche Slawistin und Sprachwissenschaftlerin.
Kunert wurde in Bydgoszcz geboren und ging in Danzig zur Schule. Sie begann noch im Krieg ein Studium der Slawistik und der Osteuropäischen Geschichte und setzte dieses später in München fort. 1955 promovierte sie dort bei Alois Schmaus über Julian Ursyn Niemcewicz und wurde Assistentin von Erwin Koschmieder. 1967 habilitierte sie sich, ebenfalls in München, über „Veränderungsprozesse und Entwicklungstendenzen im heutigen Russisch“. 1968 wurde sie als ordentliche Professorin für slawische Sprachwissenschaft an die Universität Tübingen berufen, wo sie bis zu ihrer Emeritierung im Jahr 1990 lehrte.
Von 1971 bis 1979 war sie als erste Frau Prorektorin der Universität Tübingen, von 1972 bis 1979 Vizepräsidentin der Westdeutschen Rektorenkonferenz.